# 피지샘

"sebaceous gland"라고 적혀있는 부분이 피지선이다.

피지선(皮脂腺) 또는 피지샘(皮脂-), 기름샘, 굳기름샘은 진피에 있는 분비선이다. 모낭 옆에 있으며 지방을 분비하여 표피와 모발에 광택, 유연성, 탄력성을 준다.
피지선은 피부에 있는 미세한 외분비샘으로, 모낭으로 열려 피지라고 불리는 유성 또는 왁스성 물질을 분비하며, 이는 포유동물의 머리카락과 피부에 윤활유를 공급한다. 사람의 경우 피지선은 얼굴과 두피에 가장 많이 발생하지만, 손바닥과 발바닥을 제외한 모든 피부 부위에 발생한다. 눈꺼풀에 있는 마이봄샘은 눈꺼풀샘이라고도 불리며, 특별한 유형의 피지를 눈물로 분비하는 피지선의 일종이다. 여성 유두를 둘러싸고 있는 유륜샘은 유두 윤활을 위해 특화된 피지선이다. 포다이스 반점은 입술, 잇몸, 뺨 안쪽, 생식기에서 흔히 발견되는 양성의 눈에 보이는 피지선이다.

## 치료 방법
피지선에 자극을 주어 피지분비량을 줄여주는 시술인 아그네스(피지선)시술, 피부에 레이저로 손상을 준 뒤 피부를 재생시키는 시술인 CO2레이저 시술 등을 시행할 수 있다. 한편 시술 후에도 각질 스크럽이나 피지선 전용 클렌징을 사용하여 꾸준한 관리를 하는 것도 중요하다.

## 같이 보기
- 사람 세포 유형 목록